# Nossa Senhora da Glória (ort)
Nossa Senhora da Glória är en ort i Brasilien.   Den ligger i kommunen Nossa Senhora da Glória och delstaten Sergipe, i den östra delen av landet, 1 300 km nordost om huvudstaden Brasília. Nossa Senhora da Glória ligger 297 meter över havet och antalet invånare är 18 612.
Terrängen runt Nossa Senhora da Glória är huvudsakligen platt. Nossa Senhora da Glória ligger uppe på en höjd.
Omgivningarna runt Nossa Senhora da Glória är huvudsakligen savann. Runt Nossa Senhora da Glória är det ganska glesbefolkat, med 28 invånare per kvadratkilometer.